# 阿波球場
阿波球場（あわきゅうじょう）は、徳島県阿波市にある野球場。管理・運用者は阿波市教育委員会。

## 特徴
旧・阿波町より引き継がれ、合併による市制施行以後は阿波市民球場（あわしみんきゅうじょう）との通称が用いられる場合がある。
徳島県西部では数少ないナイター設備を有しているが、硬式野球公式戦の夜間開催には対応していないため、軟式野球や少年野球の大会使用が主な用途となっている。
2024年10月1日から2027年9月30日までの3年間、株式会社十川ゴムがネーミングライツを取得し、愛称が「あわ十川ゴム球場」になった。

## 交通
- JR徳島線・阿波山川駅より車で15分。